# Dan Burn
Daniel Johnson Burn, né le 9 mai 1992 à Blyth est un footballeur international anglais évoluant au poste de défenseur central à Newcastle United.

## Biographie
Dan Burn fait ses débuts professionnel en quatrième division anglaise au Darlington FC avec qui il est relégué en cinquième division.
Lors de l'été 2011, il s'engage au Fulham FC, pensionnaire de Premier League et est prêté à deux reprises, d'abord en troisième division au Yeovil Town en 2012-2013 puis en Championship au Birmingham City lors de la première partie de saison 2013-2014 avant de revenir au cul et de jouer ses premiers match avec Fulham lors de la fin de saison qui voit le club être relégué.
Après deux saisons complète au club, il est laissé libre et rejoint le Wigan Athletic à l'été 2016 et connait la relégation pour la troisième fois de sa carrière en fin de saison avant d'être champion de troisième division l'année suivante et faire remonter son équipe.
Le 9 août 2018, il rejoint Brighton & Hove Albion en Premier League mais reste à Wigan Athletic en prêt jusqu'en janvier 2019.
Le 31 janvier 2022, il signe pour deux ans et demi avec Newcastle. Il y trouve une place de titulaire indiscutable est inscrit un but en finale de la Coupe de la ligue en 2025, remportée deux buts à un par les Magpies. En fin de saison, il est prolongé pour deux saisons.

## Statistiques

### En club
| Saison                | Club                   | Championnat           | Championnat | Championnat | Championnat | Coupe nationale | Coupe nationale | Coupe nationale | Coupe de la Ligue | Coupe de la Ligue | Coupe de la Ligue | Compétition(s) continentale(s) | Compétition(s) continentale(s) | Compétition(s) continentale(s) | Compétition(s) continentale(s) | Play-Offs | Play-Offs | Play-Offs | Total | Total | Total |
| Saison                | Club                   | Division              | M.          | B.          | P.d.        | M.              | B.              | P.d.            | M.                | B.                | P.d.              | Comp.                          | M.                             | B.                             | P.d.                           | M.        | B.        | P.d.      | M.    | B.    | P.d.  |
| 2012-2013             | Yeovil Town            | League One            | 34          | 2           | 0           | 4               | 0               | 0               | -                 | -                 | -                 | -                              | -                              | -                              | -                              | 3         | 1         | 0         | 41    | 3     | 0     |
| 2013-2014             | Birmingham City (prêt) | Championship          | 24          | 0           | 0           | -               | -               | -               | 4                 | 1                 | 0                 | -                              | -                              | -                              | -                              | -         | -         | -         | 28    | 1     | 0     |
| 2013-2014             | Fulham FC              | Premier League        | 9           | 0           | 0           | 3               | 0               | 0               | -                 | -                 | -                 | -                              | -                              | -                              | -                              | -         | -         | -         | 12    | 0     | 0     |
| 2014-2015             | Fulham FC              | Championship          | 20          | 1           | 0           | -               | -               | -               | 2                 | 1                 | 0                 | -                              | -                              | -                              | -                              | -         | -         | -         | 22    | 2     | 0     |
| 2015-2016             | Fulham FC              | Championship          | 32          | 0           | 1           | 2               | 0               | 0               | 1                 | 0                 | 0                 | -                              | -                              | -                              | -                              | -         | -         | -         | 35    | 0     | 1     |
| Sous-total            | Sous-total             | Sous-total            | 61          | 1           | 1           | 5               | 0               | 0               | 3                 | 1                 | 0                 | -                              | -                              | -                              | -                              | -         | -         | -         | 69    | 2     | 1     |
| 2016-2017             | Wigan                  | Championship          | 42          | 1           | 0           | 2               | 0               | 0               | -                 | -                 | -                 | -                              | -                              | -                              | -                              | -         | -         | -         | 44    | 1     | 0     |
| 2017-2018             | Wigan                  | League One            | 45          | 5           | 0           | 8               | 1               | 0               | -                 | -                 | -                 | -                              | -                              | -                              | -                              | -         | -         | -         | 53    | 6     | 0     |
| 2018-2019             | Wigan                  | Championship          | 14          | 0           | 0           | -               | -               | -               | -                 | -                 | -                 | -                              | -                              | -                              | -                              | -         | -         | -         | 14    | 0     | 0     |
| Sous-total            | Sous-total             | Sous-total            | 101         | 6           | 0           | 10              | 1               | 0               | -                 | -                 | -                 | -                              | -                              | -                              | -                              | -         | -         | -         | 111   | 7     | 0     |
| 2018-2019             | Brighton & Hove Albion | Premier League        | -           | -           | -           | 3               | 0               | 0               | -                 | -                 | -                 | -                              | -                              | -                              | -                              | -         | -         | -         | 3     | 0     | 0     |
| 2019-2020             | Brighton & Hove Albion | Premier League        | 34          | 0           | 0           | -               | -               | -               | -                 | -                 | -                 | -                              | -                              | -                              | -                              | -         | -         | -         | 34    | 0     | 0     |
| 2020-2021             | Brighton & Hove Albion | Premier League        | 27          | 1           | 0           | 2               | 0               | 0               | 3                 | 0                 | 0                 | -                              | -                              | -                              | -                              | -         | -         | -         | 32    | 1     | 0     |
| 2021-2022             | Brighton & Hove Albion | Premier League        | 13          | 1           | 0           | 1               | 0               | 0               | 2                 | 0                 | 0                 | -                              | -                              | -                              | -                              | -         | -         | -         | 16    | 1     | 0     |
| Sous-total            | Sous-total             | Sous-total            | 74          | 2           | 0           | 6               | 0               | 0               | 5                 | 0                 | 0                 | -                              | -                              | -                              | -                              | -         | -         | -         | 85    | 2     | 0     |
| 2021-2022             | Newcastle United       | Premier League        | 16          | 0           | 1           | -               | -               | -               | -                 | -                 | -                 | -                              | -                              | -                              | -                              | -         | -         | -         | 16    | 0     | 1     |
| 2022-2023             | Newcastle United       | Premier League        | 38          | 1           | 0           | -               | -               | -               | 6                 | 1                 | 0                 | -                              | -                              | -                              | -                              | -         | -         | -         | 44    | 2     | 0     |
| 2023-2024             | Newcastle United       | Premier League        | 33          | 2           | 2           | 4               | 1               | 0               | 2                 | 0                 | 0                 | C1                             | 4                              | 1                              | 0                              | -         | -         | -         | 43    | 4     | 2     |
| 2024-2025             | Newcastle United       | Premier League        | 37          | 1           | 1           | 2               | 0               | 0               | 7                 | 1                 | 0                 | -                              | -                              | -                              | -                              | -         | -         | -         | 46    | 2     | 1     |
| 2025-2026             | Newcastle United       | Premier League        | 1           | 0           | 0           | -               | -               | -               | -                 | -                 | -                 | C1                             | -                              | -                              | -                              | -         | -         | -         | 1     | 0     | 0     |
| Sous-total            | Sous-total             | Sous-total            | 125         | 4           | 4           | 6               | 1               | 0               | 15                | 2                 | 0                 | -                              | 4                              | 1                              | 0                              | -         | -         | -         | 150   | 8     | 4     |
| Total sur la carrière | Total sur la carrière  | Total sur la carrière | 419         | 15          | 5           | 31              | 2               | 0               | 27                | 4                 | 0                 | -                              | 4                              | 1                              | 0                              | 3         | 1         | 0         | 484   | 23    | 5     |

### En sélections nationales
| Saison                | Sélection             | Phases finales        | Phases finales | Phases finales | Phases finales | Éliminatoires | Éliminatoires | Éliminatoires | Ligue des nations | Ligue des nations | Ligue des nations | Matchs amicaux | Matchs amicaux | Matchs amicaux | Total | Total | Total |
| Saison                | Sélection             | Compétition           | M              | B              | Pd             | M             | B             | Pd            | M                 | B                 | Pd                | M              | B              | Pd             | M     | B     | Pd    |
| --------------------- | --------------------- | --------------------- | -------------- | -------------- | -------------- | ------------- | ------------- | ------------- | ----------------- | ----------------- | ----------------- | -------------- | -------------- | -------------- | ----- | ----- | ----- |
| 2024-2025             | Angleterre            | -                     | -              | -              | -              | 2             | 0             | 0             | -                 | -                 | -                 | -              | -              | -              | 2     | 0     | 0     |
| Total sur la carrière | Total sur la carrière | Total sur la carrière | -              | -              | -              | 2             | 0             | 0             | -                 | -                 | -                 | -              | -              | -              | 2     | 0     | 0     |

## Palmarès

### En club
- Newcastle United
  - Vainqueur de la Coupe de la Ligue en 2025 et finaliste en 2023.

- Darlington FC
  - Vainqueur du FA Trophy en 2011

- Wigan Athletic
  - Champion du Football League One (D3) en 2018

### Distinctions personnelles
- 2018 : Membre de l'équipe type de Football League One en 2018.